# Học viện Kỹ thuật Quân sự München
Học viện Kỹ thuật Quân sự München, (tiếng Đức: Universität der Bundeswehr München, UniBw München; tiếng Anh: Bundeswehr University Munich) là một trong 2 trường đại học nghiên cứu liên bang chuyên đào tạo kỹ sư quân sự, sĩ quan tương lại cho 3 quân chủng: Hải, Lục, Không quân của Quân đội Liên bang (Bundeswehr), trường thứ 2 là Đại học Helmut Schmidt ở Hamburg. Ngoài sĩ quan, sĩ quan tương lại trong nước, còn có khoảng 50 sĩ quan từ các nước bạn học ở đây.
Từ năm 2002 cũng có sinh viên dân sự học ở đây (hiện thời khoảng 120). Họ đa số được các công ty công nghệ hay bảo hiểm gởi tới học, phần lớn là về ngành kinh tế hay kỹ thuật. Ngoài ra còn có sinh viên học ngành "Kỹ thuật quốc phòng", một ngành mới lập, để trở thành công chức làm việc cho quân đội. Các cơ quan khác như cơ quan tình báo Đức (BND) cũng cho các nhân viên học ở đây. Phụ nữ chiếm khoảng 13 % số sinh viên.
- Năm thành lập: 1973
- Địa chỉ: Neubiberg, München, Bayern
- Website: www.unibw.de

## Đào tạo

### Đại học tổng hợp kỹ thuật
1. Kỹ thuật xây dựng và nghiên cứu môi trường (Cử nhân, Thạc sĩ, Tiến sĩ, Habilitation)
2. Kỹ thuật điện và Công nghệ thông tin (Cử nhân, Thạc sĩ, Tiến sĩ, Habilitation)
3. Khoa học máy tính ((Cử nhân, Thạc sĩ, Tiến sĩ, Habilitation))
4. Kỹ thuật hàng không vũ trụ (Cử nhân, Thạc sĩ, Tiến sĩ, Habilitation)
5. Khoa học chính trị và khoa học xã hội (Cử nhân, Thạc sĩ, Tiến sĩ, Habilitation)
6. Khoa học tổ chức và Kinh tế học (Cử nhân, Thạc sĩ, Tiến sĩ, Habilitation)
7. Hệ thống thông tin (Cử nhân, Thạc sĩ, Tiến sĩ, Habilitation)
8. Adult, Intercultural and Media Education (Cử nhân, Thạc sĩ, Tiến sĩ, Habilitation)
9. Khoa học thể thao (Cử nhân, Thạc sĩ, Tiến sĩ, Habilitation)
10. Toán kỹ thuật (Cử nhân, Thạc sĩ, Tiến sĩ, Habilitation)
11. Tâm lý học (Cử nhân, Thạc sĩ)

### Đại học về khoa học ứng dụng
1. Kỹ thuật máy tính và công nghệ truyền thông (cử nhân kỹ thuật);
2. Kỹ thuật cơ khí (Cử nhân kỹ thuật)
3. Thiết kế có trợ giúp của máy tính- CAD((Cử nhân kỹ thuật))
4. Kinh doanh và Báo chí (cử nhân nghệ thuật; thạc sĩ nghệ thuật)
5. Kỹ thuật quốc phòng (cử nhân kỹ thuật)
6. Quản lý truyền thông (cử nhân nghệ thuật)

### Các Trung tâm nghiên cứu cấp cao
(chỉ đào tạo Sau đại học)
1. Quản trị kinh doanh (MBA)
2. Nghiên cứu an ninh quốc tế (thạc sĩ nghệ thuật)
3. Kỹ thuật kinh doanh (cử nhân kỹ thuật)
4. Quản trị công (thạc sĩ hành chính công)
5. Kỹ thuật hệ thống (thạc sĩ khoa học)
6. Human Ressources Development (thạc sĩ nghệ thuật)